# Verlhac-Tescou
Verlhac-Tescou – miejscowość i gmina we Francji, w regionie Oksytania, w departamencie Tarn i Garonna.
Według danych na rok 1990 gminę zamieszkiwało 411 osób, a gęstość zaludnienia wynosiła 18 osób/km² (wśród 3020 gmin regionu Midi-Pireneje Verlhac-Tescou plasuje się na 666. miejscu pod względem liczby ludności, natomiast pod względem powierzchni na miejscu 473.).